# Elecciones municipales de Mariscal Nieto de 1998
Las elecciones municipales de Mariscal Nieto de 1998 se llevaron a cabo el 11 de octubre de 1998 para elegir al alcalde y al Concejo Provincial de Mariscal Nieto para el periodo 1999-2002. La elección se celebró simultáneamente con elecciones municipales en todo el país.

## Sistema electoral
La Municipalidad Provincial de Mariscal Nieto es el órgano administrativo y de gobierno de la provincia de Mariscal Nieto. Está compuesta por el alcalde y el Concejo Provincial.
La votación del alcalde y el concejo se realiza en base al sufragio universal, que comprende a todos los ciudadanos nacionales mayores de dieciocho años, empadronados y residentes en la provincia de Mariscal Nieto y en pleno goce de sus derechos políticos, así como a los ciudadanos no nacionales residentes y empadronados en la provincia de Mariscal Nieto.
El Concejo Provincial de Mariscal Nieto está compuesto por 9 regidores elegidos por sufragio directo para un período de cuatro (4) años, en forma conjunta con la elección del alcalde (quien lo preside). La votación es por lista cerrada y bloqueada. Para que una lista sea proclamada ganadora debe obtener más del 20% de los votos válidos; en caso ninguna lista logre ese porcentaje, los dos listas más votadas participan en una segunda vuelta o balotaje. Se asigna a la lista ganadora los escaños según el método d'Hondt o la mitad más uno, lo que más le favorezca.

## Composición del Concejo Provincial de Mariscal Nieto
La siguiente tabla muestra la composición del Concejo Provincial de Mariscal Nieto en funciones antes de las elecciones.
| Partidos | Partidos                                                                         | Regidores |
| -------- | -------------------------------------------------------------------------------- | --------- |
|          | Lista Independiente N° 19 Juntos por Moquegua                                    | 8         |
|          | Lista Independiente N° 13 Movimiento Independiente Por el Desarrollo de Moquegua | 4         |
|          | Lista Independiente N° 15 Alternativa Moquegua                                   | 1         |
|          | Lista Independiente N° 17 Movimiento Cívico Vecinal Moquegua                     | 1         |

## Partidos y candidatos
A continuación se muestra una lista de los principales partidos y alianzas electorales que participaron en las elecciones:
| Candidatura | Candidatura | Partidos y alianzas                                | Candidatos | Candidatos                     | Ideología                                   | Resultado previo | Resultado previo | Ref. |
| Candidatura | Candidatura | Partidos y alianzas                                | Candidatos | Candidatos                     | Ideología                                   | Votos (%)        | Reg.             | Ref. |
| ----------- | ----------- | -------------------------------------------------- | ---------- | ------------------------------ | ------------------------------------------- | ---------------- | ---------------- | ---- |
|             | SP          | Lista - Movimiento Independiente Somos Perú (SP)   |            | Cristala Constantinides Rosado | Democracia cristiana Conservadurismo social | Nuevo            | Nuevo            |      |
|             | VV          | Lista - Movimiento Independiente Vamos Vecino (VV) |            | Luis Zubia Cortez              | Fujimorismo                                 | Nuevo            | Nuevo            |      |
|             | IND         | Lista - Lista Independiente Contigo Moquegua       |            | Alberto Coayla Vilca           | Localismo nietino                           | Nuevo            | Nuevo            |      |
|             | IND         | Lista - Lista Independiente Obras                  |            | Eduardo Castro Rodríguez       | Localismo nietino                           | Nuevo            | Nuevo            |      |

## Resultados

### Sumario general
|                        |                                            |              |              |              |           |           |  |  |
| Partidos y coaliciones | Partidos y coaliciones                     | Voto popular | Voto popular | Voto popular | Regidores | Regidores |  |  |
| Partidos y coaliciones | Partidos y coaliciones                     | Votos        | %            | ±pp          | Total     | +/−       |  |  |
|                        | Movimiento Independiente Vamos Vecino (VV) | 10,399       | 34.07        | Nuevo        | 6         | +6        |  |  |
|                        | Movimiento Independiente Somos Perú (SP)   | 10,198       | 33.41        | Nuevo        | 2         | +2        |  |  |
|                        | Lista Independiente Contigo Moquegua       | 9,091        | 29.78        | n/a          | 1         | +1        |  |  |
|                        | Lista Independiente Obras                  | 837          | 2.74         | n/a          | 0         | ±0        |  |  |
|                        |                                            |              |              |              |           |           |  |  |
| Total                  | Total                                      | 30,525       |              |              | 9         | –5        |  |  |
|                        |                                            |              |              |              |           |           |  |  |
| Votos válidos          | Votos válidos                              | 30,525       | 91.46        | +8.92        |           |           |  |  |
| Votos en blanco        | Votos en blanco                            | 1,589        | 4.76         | –4.45        |           |           |  |  |
| Votos nulos            | Votos nulos                                | 1,263        | 3.78         | –4.47        |           |           |  |  |
| Votos emitidos         | Votos emitidos                             | 33,377       | 87.18        | +3.43        |           |           |  |  |
| Abstenciones           | Abstenciones                               | 4,910        | 12.82        | –3.43        |           |           |  |  |
| Votantes registrados   | Votantes registrados                       | 38,287       |              |              |           |           |  |  |
|                        |                                            |              |              |              |           |           |  |  |
| Fuente:                |                                            |              |              |              |           |           |  |  |

## Elecciones municipales distritales

### Resultados por distrito
La siguiente tabla enumera el control de los distritos de la provincia de Mariscal Nieto. El cambio de mando de una organización política se resalta del color de ese partido.
| Distrito                 | Alcalde(sa) titular   | Partido político | Partido político          | Alcalde(sa) electo(a)                          | Partido político                               | Partido político                               |
| ------------------------ | --------------------- | ---------------- | ------------------------- | ---------------------------------------------- | ---------------------------------------------- | ---------------------------------------------- |
| Carumas                  | Manuel Arana Colana   |                  | Lista Independiente N° 41 | Manuel Arana Colana                            |                                                | Independiente San Felipe                       |
| Cuchumbaya               | Elisbán Cóndor Romero |                  | Lista Independiente N° 51 | Elisbán Cori Romero                            |                                                | Independiente Pueblo Unidos                    |
| Samegua                  | José Flores Vera      |                  | Lista Independiente N° 27 | Elecciones municipales complementarias de 1999 | Elecciones municipales complementarias de 1999 | Elecciones municipales complementarias de 1999 |
| San Cristóbal de Calacoa | Justo Quispe Vizcarra |                  | Lista Independiente N° 19 | Marcial Condori Cuayla                         |                                                | Vamos Vecino                                   |
| Torata                   | Cirilo Sosa Coayla    |                  | Lista Independiente N° 39 | Edwin Mendoza Manchego                         |                                                | Contigo Moquegua                               |